# Rhodocleptria incarnata
Rhodocleptria incarnata is een vlinder uit de familie van de uilen (Noctuidae). De wetenschappelijke naam van de soort is voor het eerst geldig gepubliceerd in 1839 door  Freyer.